# Otello Fava
Otello Fava (14 gennaio 1915 – Roma, 3 ottobre 1984) è stato un truccatore italiano.

## Biografia
Nella sua carriera, iniziata nel 1941 e durata oltre quarant'anni, ha collaborato con registi quali Mario Soldati, Renato Castellani, Federico Fellini, Dino Risi, Damiano Damiani e numerosi altri, lavorando in oltre ottanta film. In Senza pietà di Alberto Lattuada ha anche un breve ruolo come attore. Scompare nell'ottobre del 1984 all'età di 69 anni.
Era sposato con Ernesta Cesetti, dalla quale ha avuto tre figli: Gloria, Italo e Stefano, che diventerà anch'esso truccatore cinematografico e lavorerà con lui in Girolimoni, il mostro di Roma, nel film televisivo Gesù di Nazareth e in I predatori dell'anno Omega. 
All’età di cinquanta anni, dalla lunga unione con la sua compagna Marcella, nacque la sua quarta figlia Isabella.

## Filmografia
- Piccolo mondo antico, regia di Mario Soldati (1941) – non accreditato
- Malombra, regia di Mario Soldati (1942)
- Zazà, regia di Mario Soldati (1944)
- La donna della montagna, regia di Renato Castellani (1944) – non accreditato
- Come persi la guerra, regia di Carlo Borghesio (1947)
- La figlia del capitano, regia di Mario Camerini (1947)
- Il cavaliere misterioso, regia di Riccardo Freda (1948)
- Senza pietà, regia di Alberto Lattuada (1948) – anche attore
- Sotto il sole di Roma, regia di Renato Castellani (1948) – non accreditato
- Il mulino del Po, regia di Alberto Lattuada (1949)
- Il lupo della Sila, regia di Duilio Coletti (1949)
- Romanzo d'amore, regia di Duilio Coletti (1950)
- Quel bandito sono io, regia di Mario Soldati (1950)
- Napoli milionaria, regia di Eduardo De Filippo (1950)
- Miss Italia, regia di Duilio Coletti (1950)
- Il brigante Musolino, regia di Mario Camerini (1950)
- Filumena Marturano, regia di Eduardo De Filippo (1951)
- Sensualità, regia di Clemente Fracassi (1952)
- Le infedeli, regia di Steno e Mario Monicelli (1952)
- La lupa, regia di Alberto Lattuada (1953)
- Carosello napoletano, regia di Ettore Giannini (1953)
- Due notti con Cleopatra, regia di Mario Mattoli (1954)
- La mano dello straniero, regia di Mario Soldati (1954)
- Vergine moderna, regia di Marcello Pagliero (1954)
- Vacanze d'amore (Le village magique), regia di Jean-Paul Le Chanois (1955)
- La principessa delle Canarie, regia di Paolo Moffa (1955)
- La moglie è uguale per tutti, regia di Giorgio Simonelli (1955)
- Cheri-Bibi (Il forzato della Guiana) (Chéri-Bibi), regia di Marcello Pagliero (1955)
- Poveri ma belli, regia di Dino Risi (1956)
- I sogni nel cassetto, regia di Renato Castellani (1957)
- La nonna Sabella, regia di Dino Risi (1957)
- Il grido, regia di Michelangelo Antonioni (1957)
- La diga sul Pacifico, regia di René Clément (1957)
- Camping, regia di Franco Zeffirelli (1957)
- Arrivederci Roma, regia di Roy Rowland e Mario Russo (1958)
- Gli italiani sono matti, regia di Duilio Coletti e Luis María Delgado (1958)
- La tempesta, regia di Alberto Lattuada (1958)
- Ercole e la regina di Lidia, regia di Pietro Francisci (1959)
- La dolce vita, regia di Federico Fellini (1960)
- Il bell'Antonio, regia di Mauro Bolognini (1960)
- Kapò, regia di Gillo Pontecorvo (1960)
- Akiko, regia di Luigi Filippo D'Amico (1961)
- Il re di Poggioreale, regia di Duilio Coletti (1961)
- Fantasmi a Roma, regia di Antonio Pietrangeli (1961)
- L'ammutinamento, regia di Silvio Amadio (1961)
- Cronache di un convento (The Reclutant Saint), regia di Edward Dmytryk (1962)
- L'attico, regia di Gianni Puccini (1962)
- 8½, regia di Federico Fellini (1962)
- I tre volti della paura, regia di Mario Bava (1963)
- Il maestro di Vigevano, regia di Elio Petri (1963)
- La ragazza di Bube, regia di Luigi Comencini (1963)
- La fuga, regia di Paolo Spinola (1964)
- Peccato nel pomeriggio, episodio di Alta infedeltà, regia di Elio Petri (1964)
- Una storia di notte, regia di Luigi Petrini (1964)
- Maciste gladiatore di Sparta, regia di Mario Caiano (1964)
- L'ultimo gladiatore, regia di Umberto Lenzi (1964)
- I due gladiatori, regia di Mario Caiano (1964)
- Giulietta degli spiriti, regia di Federico Fellini (1965)
- Il compagno don Camillo, regia di Luigi Comencini (1965)
- La strega in amore, regia di Damiano Damiani (1966)
- Se tutte le donne del mondo... (Operazione Paradiso), regia di Arduino Maiuri (1966)
- Quién sabe?, regia di Damiano Damiani (1966)
- Diabolik, regia di Mario Bava (1968)
- Violenza per una monaca, regia di Julio Buchs (1967)
- L'avventuriero, regia di Terence Young (1967)
- Perché?, episodio di Capriccio all'italiana, regia di Mauro Bolognini (1968)
- Bora Bora, regia di Ugo Liberatore (1968)
- L'amante di Gramigna, regia di Carlo Lizzani (1968)
- Fräulein Doktor, regia di Alberto Lattuada (1969)
- Infanzia, vocazione e prime esperienze di Giacomo Casanova, veneziano, regia di Luigi Comencini (1969)
- La virtù sdraiata (The Appointment), regia di Sidney Lumet (1969)
- Promessa all'alba (La promesse de l'aube), regia di Jules Dassin (1970)
- Il sindacalista, regia di Luciano Salce (1972)
- Girolimoni, il mostro di Roma, regia di Damiano Damiani (1972) – solo per Luciano Catenacci
- Le avventure di Pinocchio, regia di Luigi Comencini (1972)
- Io e lui, regia di Luciano Salce (1973)
- Dio, sei proprio un padreterno!, regia di Michele Lupo (1973)
- Cugini carnali, regia di Sergio Martino (1974)
- Le guerriere dal seno nudo, regia di Terence Young (1974)
- La poliziotta, regia di Steno (1974)
- Baby Sitter - Un maledetto pasticcio (Jeune fille libre le soir), regia di René Clément (1975)
- Occhio alla vedova, regia di Sergio Pastore (1975)
- Il conte di Montecristo (The Count of Monte-Cristo), regia di David Greene (1975) – film televisivo
- Faccia di spia, regia di Giuseppe Ferrara (1975)
- Il garofano rosso, regia di Luigi Faccini (1976)
- Movie Rush - La febbre del cinema, regia di Ottavio Fabbri (1976)
- Gesù di Nazareth, regia di Franco Zeffirelli (1977)
- S.H.E. - La volpe, il lupo, l'oca selvaggia (S+H+E: Security Hazards Expert), regia di Robert Michael Lewis (1980)
- Maledetti vi amerò, regia di Marco Tullio Giordana (1980)
- I predatori dell'anno Omega (Warrior of the Lost World), regia di David Worth (1983) – effetti speciali sui trucchi
- She, regia di Avi Nesher (1984)